# Ворон (річка)
Во́рон (також Во́рун, крим. Voron, Vörün) — річка в Україні, на Кримському півострові, (басейн Чорного моря).

## Опис
Довжина річки приблизно 11 км, найкоротша відстань між витоком і гирлом — 10,58 км, коефіцієнт звивистості річки — 1,04. Річка фомується багатьма безіменними струмками та 1 загатою.

## Розташування
Бере початок на південно-західній стороні від перевалу Маски (висота 749,2 м). Тече переважно на південь понад горою Біюк-Криж, між горами Сасихин-Тепеси, Піяк'я, через село Ворон, знову між горами Кизил-Кая та Папая-Кая. На південно-східній стороні від села Морське впадає у Чорне море (Капсіхорська бухта).
Населені пункти вздовж берегової смуги: Міжріччя.

## Цікаві факти
- У книзі Петер-Симон Паллас "НАБЛЮДЕНИЯ, СДЕЛАННЫЕ ВО ВРЕМЯ ПУТЕШЕСТВИЯ ПО ЮЖНЫМ НАМЕСТНИЧЕСТВАМ РУССКОГО ГОСУДАРСТВА

в 1793—1794 годах " про цю річку зазначено: 
| | \| Из долины Капсихора вдоль моря прибывают в соседнюю, где течет в море ручей Ворун, выходящий из верхних трещин гор, откуда видны высоко расположенные дерев//ни Ворун, Айсерес и Вэрон .[2] \| |
| Из долины Капсихора вдоль моря прибывают в соседнюю, где течет в море ручей Ворун, выходящий из верхних трещин гор, откуда видны высоко расположенные дерев//ни Ворун, Айсерес и Вэрон . | |

- Біля гирла річки на відстані приблизно 255 м розташований пансіонат «Сонячний камінь».
- У пригирловій частині річку перетинає автошлях Р29 (автомобільний шлях регіонального значення на території України, Алушта — Феодосія).